# Международный теннисный турнир в Брисбене
Международный теннисный турнир в Брисбене (Австралия) — профессиональный теннисный турнир, проводимый в первые дни нового года в Брисбене (Австралия) на хардовых кортах местного Queensland Tennis Centre. Турнир среди женщин относится к серии WTA 500 с призовым фондом около 1,5 миллионов долларов и турнирной сеткой, рассчитанной на 48 участниц в одиночном разряде и 16 пар, а мужской турнир относится к серии ATP 250 с призовым фондом 730 тысяч долларов и турнирной сеткой, рассчитанной на 32 участника в одиночном разряде и 24 пары.

## Общая информация
Женский турнир
Женская часть текущих квинслендских соревнований организована в 1997 году: чисто женский турнир, расширивший подготовительную к Открытому чемпионату Австралии, принял спортивный комплекс в Голд-Косте. Здесь турнир задержался на 12 лет и лишь в 2009 году, когда в соседнем Брисбене был введён в строй новый Queensland Tennis Centre, сменил своё место проведения. С момента своего основания турнир имел одну из базовых категорий элитного женского тура, однако в 2012 году организаторы смогли изыскать для своего приза дополнительное финансирование, повысив его статус до турнира премьер-серии. С 2020 по 2023 год в Брисбене проводилась только женская часть турнира.
Мужской турнир
Мужской турнир имеет большую историю, но также лишь современная её часть связана с Брисбеном: ещё с 1880-х годов тот приз проходил в Аделаиде, имея наименование чемпионата Южной Австралии среди любителей. Современная его история началась в 1972 году, когда организаторы смогли добиться включения турнира в календарь мужского протура Гран-при, а с 1990 года — и основного тура ATP: в базовой серии. Соревнования весь этот период предваряли Australian Open, дублируя его покрытие. В 2009 году турнир был переведён в брисбенский Queensland Tennis Centre, составив новое единое соревнование как мужского, так и женского протура. С 2020 по 2023 год года мужская часть турнира не проводилась.

## Финалы турнира

### Одиночный разряд
| Год                                                                        | Чемпион             | Финалист             | Счёт           |
| -------------------------------------------------------------------------- | ------------------- | -------------------- | -------------- |
| Брисбен                                                                    |                     |                      |                |
| 2025                                                                       | Иржи Легечка        | Райли Опелка         | 4-1 — отказ    |
| 2024                                                                       | Григор Димитров (2) | Хольгер Руне         | 7-6(5) 6-4     |
| 2020—2023 не проводился                                                    |                     |                      |                |
| 2019                                                                       | Кэй Нисикори        | Даниил Медведев      | 6-4 3-6 6-2    |
| 2018                                                                       | Ник Кирьос          | Райан Харрисон       | 6-4 6-2        |
| 2017                                                                       | Григор Димитров     | Кэй Нисикори         | 6-2 2-6 6-3    |
| 2016                                                                       | Милош Раонич        | Роджер Федерер       | 6-4 6-4        |
| 2015                                                                       | Роджер Федерер      | Милош Раонич         | 6-4 6-7(2) 6-4 |
| 2014                                                                       | Ллейтон Хьюитт (3)  | Роджер Федерер       | 6-1 4-6 6-3    |
| 2013                                                                       | Энди Маррей (2)     | Григор Димитров      | 7-6(0) 6-4     |
| 2012                                                                       | Энди Маррей         | Александр Долгополов | 6-1 6-3        |
| 2011                                                                       | Робин Сёдерлинг     | Энди Роддик          | 6-3 7-5        |
| 2010                                                                       | Энди Роддик         | Радек Штепанек       | 7-6(2) 7-6(7)  |
| 2009                                                                       | Радек Штепанек      | Фернандо Вердаско    | 3-6 6-3 6-4    |
| 1972—2008 Статистика на странице Международный теннисный турнир в Аделаиде |                     |                      |                |

| Год                                                                        | Чемпионка             | Финалистка             | Счёт           |
| -------------------------------------------------------------------------- | --------------------- | ---------------------- | -------------- |
| Брисбен                                                                    |                       |                        |                |
| 2025                                                                       | Арина Соболенко       | Полина Кудерметова     | 4-6 6-3 6-2    |
| 2024                                                                       | Елена Рыбакина        | Арина Соболенко        | 6-0 6-3        |
| 2021—2023 не проводился                                                    |                       |                        |                |
| 2020                                                                       | Каролина Плишкова (3) | Мэдисон Киз            | 6-4 4-6 7-5    |
| 2019                                                                       | Каролина Плишкова (2) | Леся Цуренко           | 4-6 7-5 6-2    |
| 2018                                                                       | Элина Свитолина       | Александра Соснович    | 6-2 6-1        |
| 2017                                                                       | Каролина Плишкова     | Ализе Корне            | 6-0 6-3        |
| 2016                                                                       | Виктория Азаренко (2) | Анжелика Кербер        | 6-3 6-1        |
| 2015                                                                       | Мария Шарапова        | Ана Иванович           | 6-7(4) 6-3 6-3 |
| 2014                                                                       | Серена Уильямс (2)    | Виктория Азаренко      | 6-4 7-5        |
| 2013                                                                       | Серена Уильямс        | Анастасия Павлюченкова | 6-2 6-1        |
| 2012                                                                       | Кайя Канепи           | Даниэла Гантухова      | 6-2 6-1        |
| 2011                                                                       | Петра Квитова         | Андреа Петкович        | 6-1 6-3        |
| 2010                                                                       | Ким Клейстерс         | Жюстин Энен            | 6-3 4-6 7-6(6) |
| 2009                                                                       | Виктория Азаренко     | Марион Бартоли         | 6-3 6-1        |
| 1997—2008 Статистика на странице Международный теннисный турнир в Аделаиде |                       |                        |                |

### Парный разряд
| Год                                                                        | Чемпионы                              | Финалисты                         | Счёт               |
| -------------------------------------------------------------------------- | ------------------------------------- | --------------------------------- | ------------------ |
| 2025                                                                       | Ллойд Гласспул (2) Джулиан Кэш        | Иржи Легечка Якуб Меншик          | 6-3 6-7(2) [10-6]  |
| 2024                                                                       | Ллойд Гласспул Жан-Жюльен Ройер       | Кевин Кравиц Тим Пюц              | 7-6(3) 5-7 [12-10] |
| 2020—2023 не проводился                                                    |                                       |                                   |                    |
| 2019                                                                       | Маркус Даниэлл Уэсли Колхоф           | Раджив Рам Джо Солсбери           | 6-4 7-6(6)         |
| 2018                                                                       | Хенри Континен (2) Джон Пирс (3)      | Леонардо Майер Орасио Себальос    | 3-6 6-3 [10-2]     |
| 2017                                                                       | Танаси Коккинакис Джордан Томпсон     | Сэм Куэрри Жиль Мюллер            | 7-6(7) 6-4         |
| 2016                                                                       | Хенри Континен Джон Пирс (2)          | Крис Гуччоне Джеймс Дакворт       | 7-6(4) 6-1         |
| 2015                                                                       | Джейми Маррей Джон Пирс               | Александр Долгополов Кэй Нисикори | 6-3 7-6(4)         |
| 2014                                                                       | Даниэль Нестор (2) Мариуш Фирстенберг | Хуан Себастьян Кабаль Роберт Фара | 6-7(4) 6-4 [10-7]  |
| 2013                                                                       | Марсело Мело (2) Томми Робредо        | Эрик Буторак Пол Хенли            | 4-6 6-1 [10-5]     |
| 2012                                                                       | Максим Мирный Даниэль Нестор          | Юрген Мельцер Филипп Пецшнер      | 6-1 6-2            |
| 2011                                                                       | Лукаш Длоуги Пол Хенли                | Роберт Линдстедт Хория Текэу      | 6-4 — отказ        |
| 2010                                                                       | Марк Жикель (2) Жереми Шарди          | Лукаш Длоуги Леандер Паес         | 6-3 7-6(5)         |
| 2009                                                                       | Марк Жикель Жо-Вилфрид Тсонга         | Фернандо Вердаско Михаил Зверев   | 6-4 6-3            |
| 1974—2008 Статистика на странице Международный теннисный турнир в Аделаиде |                                       |                                   |                    |

| Год                                                                        | Чемпионки                                    | Финалистки                               | Счёт              |
| -------------------------------------------------------------------------- | -------------------------------------------- | ---------------------------------------- | ----------------- |
| Брисбен                                                                    |                                              |                                          |                   |
| 2025                                                                       | Мирра Андреева Диана Шнайдер                 | Анна Калинская Присцилла Хон             | 7-6(6) 7-5        |
| 2024                                                                       | Людмила Киченок Елена Остапенко              | Грет Миннен Хезер Уотсон                 | 7-5 6-2           |
| 2021—2023 не проводился                                                    |                                              |                                          |                   |
| 2020                                                                       | Се Шувэй Барбора Стрыцова                    | Эшли Барти Кики Бертенс                  | 3-6 7-6(7) [10-8] |
| 2019                                                                       | Николь Мелихар Квета Пешке                   | Латиша Чан Чжань Хаоцин                  | 6-1 6-1           |
| 2018                                                                       | Кики Бертенс Деми Схюрс                      | Андрея Клепач Мария Хосе Мартинес Санчес | 7-5 6-2           |
| 2017                                                                       | Бетани Маттек-Сандс (2) Саня Мирза (3)       | Елена Веснина Екатерина Макарова         | 6-2 6-3           |
| 2016                                                                       | Саня Мирза (2) Мартина Хингис (2)            | Анжелика Кербер Андреа Петкович          | 7-5 6-1           |
| 2015                                                                       | Сабина Лисицки Мартина Хингис                | Каролин Гарсия Катарина Среботник        | 6-2 7-5           |
| 2014                                                                       | Алла Кудрявцева Анастасия Родионова          | Галина Воскобоева Кристина Младенович    | 6-3 6-1           |
| 2013                                                                       | Бетани Маттек-Сандс Саня Мирза               | Анна-Лена Грёнефельд Квета Пешке         | 4-6 6-4 [10-7]    |
| 2012                                                                       | Нурия Льягостера Вивес Аранча Парра Сантонха | Ракель Копс-Джонс Абигейл Спирс          | 7-6(2) 7-6(2)     |
| 2011                                                                       | Алиса Клейбанова Анастасия Павлюченкова      | Алиция Росольская Клаудиа Янс            | 6-3 7-5           |
| 2010                                                                       | Андреа Главачкова Луция Градецкая            | Аранча Парра Сантонха Мелинда Цинк       | 2-6 7-6(3) [10-4] |
| 2009                                                                       | Анна-Лена Грёнефельд Ваня Кинг               | Алиция Росольская Клаудиа Янс            | 3-6 7-5 [10-5]    |
| 1997—2008 Статистика на странице Международный теннисный турнир в Аделаиде |                                              |                                          |                   |